# Oves byzantský
Oves byzantský (Avena sativa subsp. byzantina) je po ovsu setém druhým nejrozšířenějším ovsem pěstovaným ve světě. Zabírá zhruba zbývajících 10 % osevních ploch ovsa. Pěstuje se hlavně v USA, Austrálii a stepích Ruska. Je odolný vůči suchu a vyšším teplotám. Často se využívá i ve šlechtění nových odrůd, protože je odolnější vůči chorobám.

## Taxonomická poznámka
Někdy je tento druh označován jako synonymum pro Avena sativa, čili oves setý nebo jako jeho poddruh Avena sativa subsp. byzantina (K.Koch) Romero Zarco. POWO ho však uvádí jako samostatný druh:
- Avena byzantina K. Koch, Linnaea (1848). .

### Basyonym
- Avena byzantina K. Koch, 1848